# Libertà (Henri Rousseau)
La Libertà invita gli artisti a partecipare al XXII Salon des Indépendants, noto anche semplicemente come La Libertà o Libertà, è un dipinto di Henri Rousseau a olio su tela (175x118 cm), realizzato nel 1906. Oggi l'opera è conservata all'Artizon Museum di Tokyo.